# Trivia Crack
Trivia Crack (Originaltitel: Preguntados) ist eine mobile App von Etermax, in der die Nutzer andere Nutzer weltweit zu einem Quiz-Duell herausfordern können. Vorbild für Trivia Crack waren Spiele wie Trivial Pursuit. Es landete im Dezember 2014 auf dem ersten Platz der Top-Charts in der Rubrik „Spiele“ im kanadischen iOS-App Store.
Das Spiel wurde am 23. Oktober 2013 zunächst in Lateinamerika und später auch in den Vereinigten Staaten, Deutschland und weiteren Ländern gestartet.
Die Originalversion ist mit mindestens 100 Millionen Downloads, die derzeit erfolgreichste Quiz-App weltweit im Google-App-Store.